# Kaikkee pitää olla
Kaikkee pitää olla (in finlandese "A tutti piace essere") è il quarto album di studio del rapper finlandese Petri Nygård, pubblicato il 2 dicembre 2009 dalla Open Records. L'album è stato per tre settimane nella classifica dei dischi più venduti in Finlandia raggiungendo al massimo la ventinovesima posizione.
Dall'album sono stati estratti i singoli Sanon suoraan, Onko sulla pokkaa?, Mitävittuuvaan/Tuska, Kippis kulaus e Seopetriii.

## Tracce
1. Seopetriii (feat. Emel e Aajee) – 4:30
2. Sanon suoraan – 4:03
3. Onko sulla pokkaa? – 3:17
4. Petri on paras – 3:50
5. Kotibileet (feat. Emel, Ozzy e Aajee) – 3:27
6. Tam tam – 3:49
7. Sixkuseonix – 4:01
8. Aina – 3:16
9. Tuska – 1:15
10. Otan kaljaa (feat. Emel e Aajee) – 3:36
11. Mitävittuuvaan – 3:19
12. Pillumagneetti – 4:19
13. Anna paukkua perkele (feat. Osmo) – 4:26
14. Kippis kulaus – 4:26
15. Kaikkee pitää olla! – 3:44

## Collaborazioni
- MMEN: tracce 2, 3, 4, 8, 11, 12 e 14
- Bleha, MMEN e Skemi: tracce 1, 5, 7, 9, 10, 13 e 15
- The Crew: traccia 6

## Classifica
| Classifica | Massima posizione |
| ---------- | ----------------- |
| Finlandia  | 29                |